# Hartenstein (Saksonia)
Hartenstein – miasto we wschodnich Niemczech, w kraju związkowym Saksonia, w okręgu administracyjnym Chemnitz, w powiecie Zwickau.

## Zabytki
- Zamek Stein